# Armando Theodoro Hunziker
Pour les articles homonymes, voir Hunziker.
Armando Theodoro Hunziker est un botaniste argentin, né le 29 août 1919 à Chacabuco dans la province de Buenos Aires et mort le 12 décembre 2001 à Córdoba.

## Biographie
Sa famille est originaire de Suisse. Doué pour les langues, il apprend l’anglais, l’allemand, le français et des rudiments d’italien d’une de ses tantes, ancienne gouvernante à Ceylan. Il étudie l’agronomie à l’université de Buenos Aires et fait une thèse sous la direction de Lorenzo Raimundo Parodi (1895-1966). Il obtient en 1945, un poste de conservateur au musée de botanique à l’université de Córdoba. Les collections et l’institution sont dans un état de délabrement avancé mais Hunziker réussit à réorganiser et à dynamiser le musée. Il forme des universitaires qui seront à l’origine de la création de l’Institut multidisciplinaire de biologie végétale (Instituto Multidisciplinario de Biología Vegetal, IMBIV). Hunziker en sera le premier directeur (1983-1996).
En 1961, il obtient un poste de chercheur au sein du nouveau Conseil de recherche scientifique (CONICET). Il lance la parution d’une revue de botanique, Kurtziana qu’il dirige jusqu’en 1998. Il dirige le projet de flore de l’Argentine qui compte plus de 80 fascicules.
Membre de diverses sociétés savantes dont l’Academia Nacional de Ciencias, de l’Academia Nacional de Agronomía y Veterinaria et la Sociedad Argentina de Botánica (qu’il dirige de 1980 à 1983). Il fait paraître plus de 100 publications.

## Source
- Ana M. Anton (2002). Armando T. Hunziker (1919-2001), Taxon, 51 : 393-403.  (ISSN 0040-0262) – cette nécrologie donne la liste de ses publications.